# Dekanat Pustków-Osiedle
Dekanat Pustków Osiedle – dekanat wchodzący w skład diecezji tarnowskiej. Zawiera 10 parafii. Został utworzony w 1992 roku.
Dziekanem dekanatu jest ks. Roman Woźny (proboszcz parafii Pustków-Osiedle), a wicedziekanem ks. Kazimierz Talarek (proboszcz parafii Nagoszyn).

## Parafie dekanatu
W skład dekanatu wchodzą parafie:
- Brzeźnica – Parafia Narodzenia św. Jana Chrzciciela w Brzeźnicy
- Korzeniów – Parafia św. Anny w Korzeniowie
- Lubzina – Parafia św. Mikołaja Biskupa
- Nagoszyn – Parafia św. Antoniego Padewskiego w Nagoszynie
- Ocieka – Parafia św. Katarzyny Aleksandryjskiej w Ociece
- Ostrów – Parafia Najświętszej Maryi Panny Królowej Polski
- Paszczyna – Parafia Matki Bożej Różańcowej w Paszczynie
- Pustków – Parafia św. Józefa Rzemieślnika w Pustkowie
- Pustków-Osiedle – Parafia św. Stanisława BM w Pustkowie-Osiedlu
- Skrzyszów – Parafia św. Józefa Oblubieńca Najświętszej Maryi Panny w Skrzyszowie